# Атанасиос Ставру
Атанасиос Ставру (на гръцки: Αθανάσιος Σταύρου) е гръцки военен, деец на Гръцката въоръжена пропаганда в Македония от началото на XX век.

## Биография
Ставру служи в Гръцката армия като сержант от артилерията. Включва се в гръцката революционна активност в началото на XX век и става подвойвода на капитан Стефанос Дукас (капитан Малиос). Взима участие в много сражения както с турци, така и с българи, като например битките в Одре и при Лехово, в които показва военни познания. Загива като офицер по време на Гръцко-турската война.